# Diéthylaniline
La diéthylaniline ou plus précisément la N,N-diéthylaniline est un composé aromatique de formule (C2 H5)2NC6H5. Elle est constituée d'un cycle benzénique substitué par un groupe amine (aniline) qui est lui-même substitué par deux groupes éthyle. Elle se présente sous la forme d'un liquide incolore mais ses échantillons commerciaux sont souvent jaunes. C'est un précurseur de plusieurs colorants et autres produits commerciaux.

## Usages
Sa condensation avec un demi-équivalent de benzaldéhyde donne un vert brillant, analogue au vert malachite qui est très utile. Avec l'acide formylbenzènedisulfonique, elle se condense pour donner le bleu patenté VE, et avec l'hydroxybenzaldéhyde suivi d'une sulfonation, on obtient le bleu patenté V. Lorsqu'elle est traitée avec du phosgène, on obtient du violet d'éthyle, un analogue du violet de méthyle.
En synthèse organique, le complexe diéthylaniline-borane est utilisé comme réducteur.

## Sécurité
La diéthylaniline peut être génotoxique car elle augmente le taux d'échange de chromatides sœurs.
La diéthylaniline réagit dangereusement avec les oxydants forts et le acides. En présence d'agents nitrosants  (nitrites, acide nitreux, gaz nitreux…), des nitrosamines cancérigènes peuvent être formées et libérées.

## Voir également
- Diméthylaniline